# Baugruppe Keibel

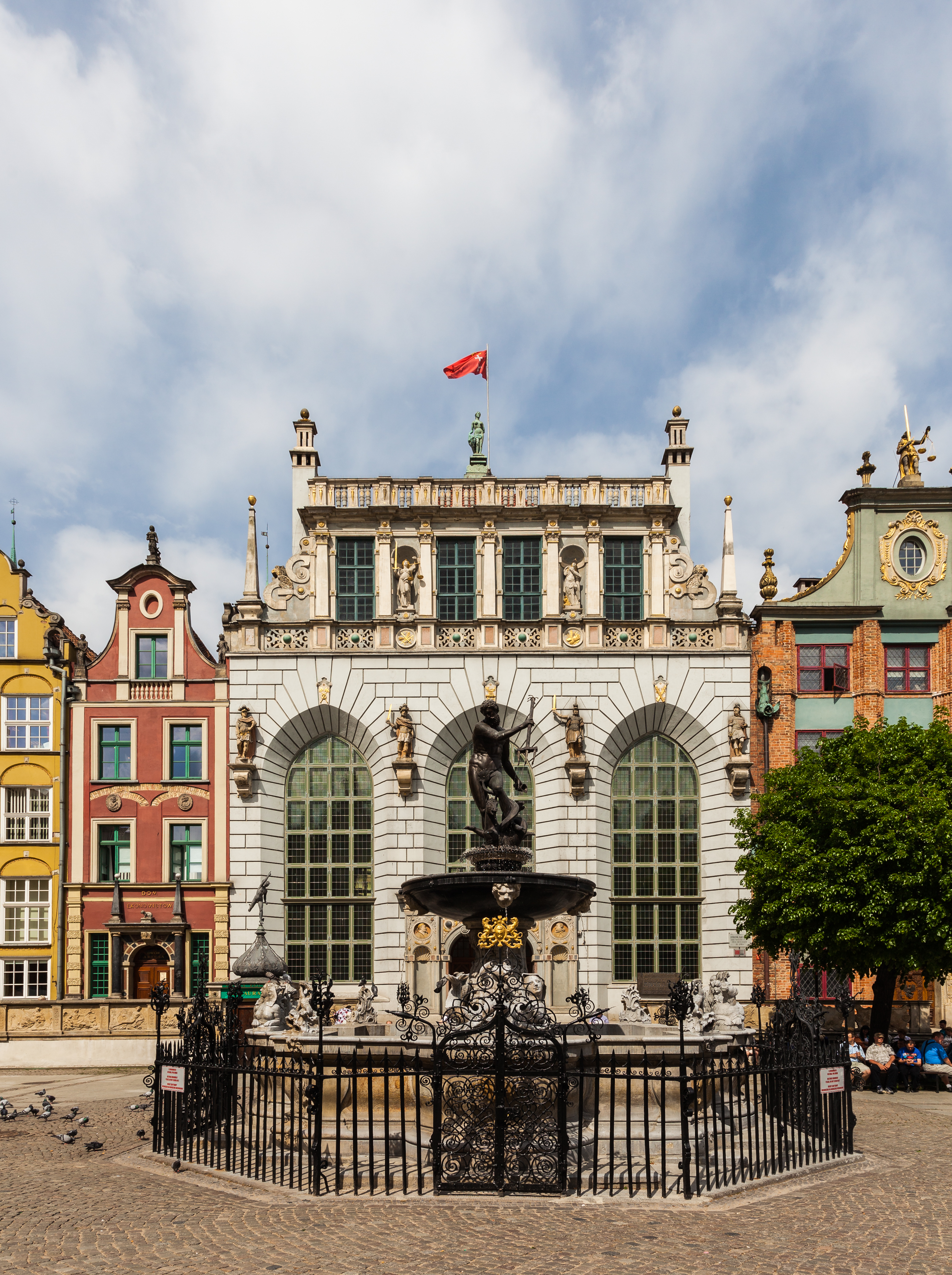
Der Artushof in Danzig

Die Baugruppe Keibel war eine vom preußischen Finanzministerium eingesetzte Abteilung von denkmalpflegerisch geschultem Personal, die unter der Leitung des Architekten Jakob Deurer (1898–1960) in den Jahren 1942 bis 45 eine Bauaufnahme der Bau – und Kunstdenkmäler Westpreußens und Pommerns durchführte.
Die Gruppe bestand aus ausgebildeten Architekten, Restauratoren, Bildhauern und weiterem Fachpersonal. Die zentrale Aufgabe der Baugruppe Keibel war es, die historische Bausubstanz der Stadt Danzig zu erfassen. Diese Dokumentation sollte helfen, eventuelle Kriegsschäden beheben zu können. Besonderen Wert wurde auf eine genaue photographische Dokumentation gelegt.
Arbeitsschwerpunkt der Baugruppe Keibel waren die historischen Gebäude der Stadt Danzig.
Aufgenommen wurden hauptsächlich Sakralbauten und deren Innenausstattung. Auch bedeutende Profanbauten, wie Danziger Artushof, das Uphagenhaus Danzig und über 100 Portale der Stadt wurden dokumentiert.

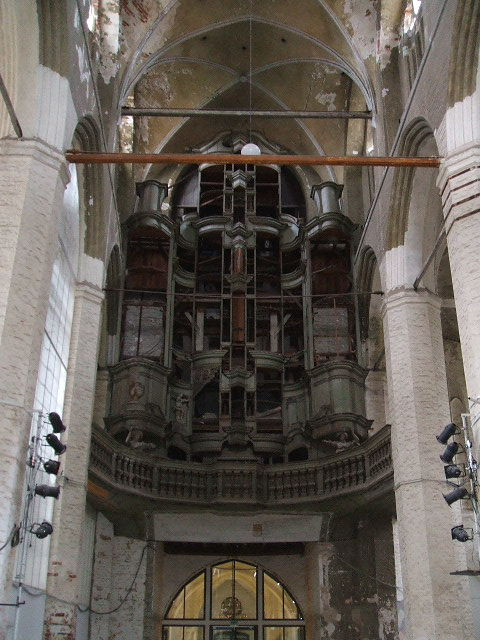
Mehmel-Orgel von St.-Jakobi Stralsund

Kunstgeschichtlich bedeutendes Inventar, wie beispielsweise die Mehmel-Orgel in der St.-Jakobi-Kirche zu Stralsund, wurde systematisch abgebaut, dokumentiert und außerhalb der bedrohten Städte eingelagert.
Die Dokumentation wurde in fünffacher Ausführung angefertigt. Die Originaldokumentation und eine weitere Kopie waren für das Archiv des Preußischen Finanzministeriums bestimmt. Jeweils ein Exemplar verblieb vor Ort, beim Stadtkonservator und beim Eigentümer des Baudenkmals beziehungsweise der betreffenden Kirchengemeinde.
Die Originaldokumentation der Baugruppe ging 1945 bei der Sprengung des Tiefbunkers des Preußischen Finanzministeriums verloren. Der Verbleib der weiteren offiziellen Ausfertigungen ist unbekannt. Erhalten geblieben ist lediglich eine Arbeitskopie, die Jakob Deurer für sich selbst anfertigte. Deurer brachte diese Unterlagen 1945 mit einem Schiff der deutschen Kriegsmarine, mit dem er und seine Familie evakuiert wurden, aus Danzig heraus und vergrub sie 1945 im Keller seines Hauses in Berlin-Wilmersdorf.
Im Oktober 1978 übergab Deurers Sohn, Wolfgang, die gesamte Dokumentation der Stadt Danzig.